# Pauluskirche (Fellbach)

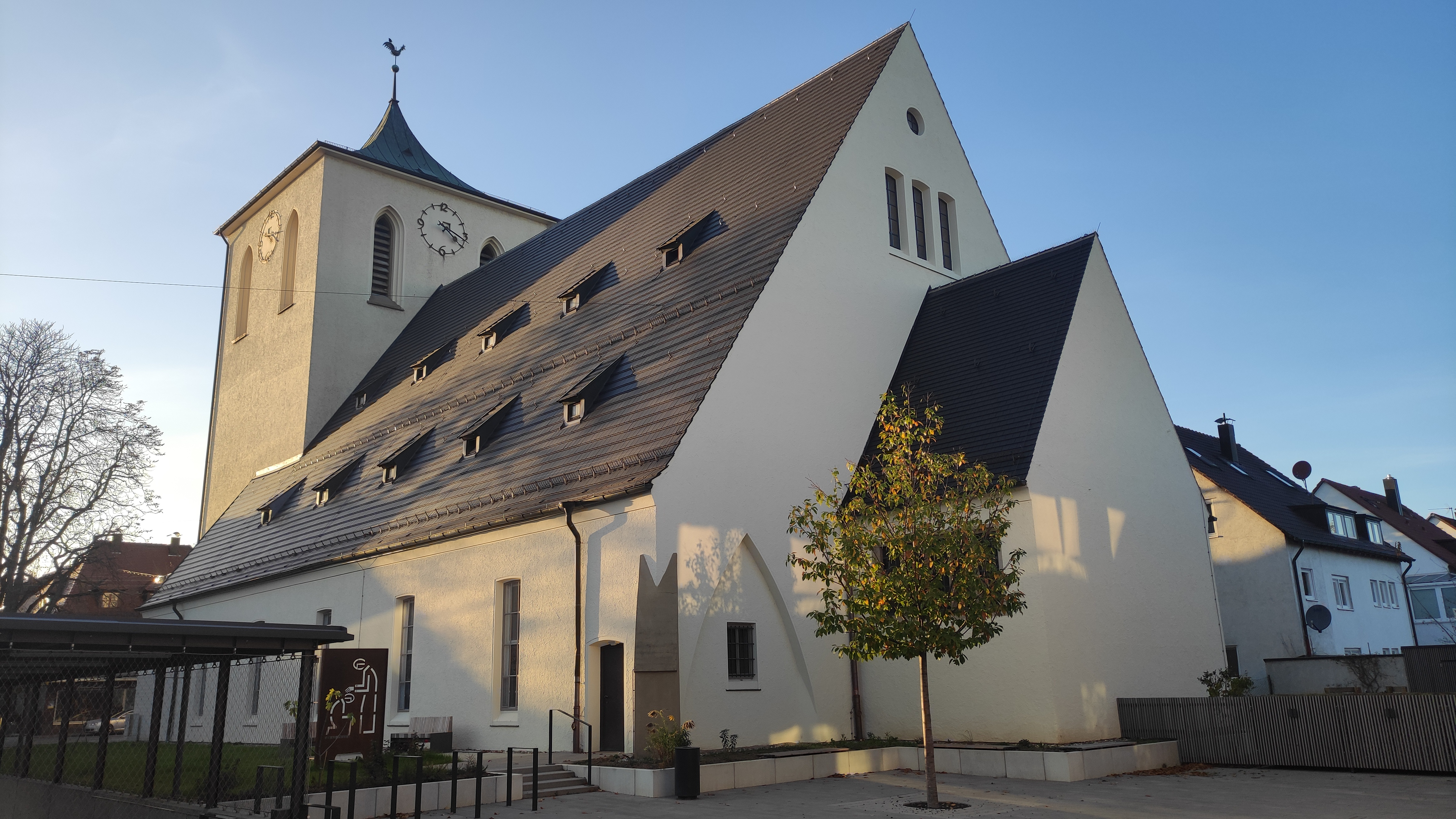
Pauluskirche in Fellbach

Die evangelische Pauluskirche ist ein Kirchengebäude in Fellbach, einer Stadt im Rems-Murr-Kreis in Baden-Württemberg. Das Bauwerk ist beim Landesamt für Denkmalpflege Baden-Württemberg als Baudenkmal eingetragen. Die Kirchengemeinde gehört zur Evangelischen Landeskirche in Württemberg.

## Beschreibung
Die Saalkirche wurde 1926/27 nach einem Entwurf von Wilhelm Jost errichtet. Sie besteht aus einem Langhaus, einem eingezogenen Chor im Osten und einem Fassadenturm im Westen, dessen oberstes Geschoss die Turmuhr und den Glockenstuhl mit fünf Kirchenglocken beherbergt. Der Innenraum des Langhauses ist als Pseudobasilika gestaltet. Zur Kirchenausstattung gehören ein Altar, eine Kanzel und ein Taufbecken, die mit Plastiken aus Terrakotta verziert sind. Die Orgel wurde von der Orgelbau Friedrich Weigle gebaut.